# Malchus (Karthager)
Malchus war ein karthagischer Heerführer und Politiker im 6. Jahrhundert v. Chr.
Malchus wurde einige Jahre (oder Jahrzehnte) nach 580/76 v. Chr. als karthagischer Befehlshaber nach Sizilien entsandt, wahrscheinlich weil phönizische, möglicherweise auch elymische Städte in Westsizilien wegen der griechischen Ausdehnung um Hilfe baten. 
Es ist nicht gesichert, ob zuvor bereits karthagische Truppen auf Sizilien stationiert waren. Möglich ist, dass Malchus während der Kämpfe die Stadt Selinus eingenommen hat. Sicher ist allerdings, dass Malchus im Allgemeinen auf Sizilien erfolgreich war. 
Mitte des 6. Jahrhunderts wurde er als Befehlshaber nach Sardinien geschickt, vermutlich, um die ansässigen Phönizier gegen die Sarden zu unterstützen. Nach einer Niederlage wurden er und seine Armee von der karthagischen Volksversammlung verbannt. Daraufhin belagerte Malchus mit den ihm verbliebenen Truppen Karthago. Während dieser Belagerung ließ er seinen Sohn Karthalo, der sich nicht auf seine Seite stellen wollte, kreuzigen. Bald darauf eroberte er die Stadt. Zehn Senatoren, die seine Verbannung befürwortet hatten, wurden hingerichtet. Er wurde jedoch, möglicherweise u. a. von Mago, wegen Strebens nach der Königsherrschaft vor Gericht gebracht und hingerichtet.
Die Überlieferungen zu Malchus sind römischen Ursprungs. Möglich ist daher, dass es sich bei seinem Namen nicht um einen Eigennamen handelt, sondern um die lateinische Übersetzung eines Herrscher- oder Befehlshabertitels: Malik bzw. Malk ist das phönizische Wort für „König“.